# 2025-ös Formula–1 holland nagydíj
A holland nagydíj a 2025-ös Formula–1 világbajnokság tizenötödik futama lesz, amelyet 2025. augusztus 29. és augusztus 31. között rendeznek meg a Circuit Zandvoort versenypályán, Zandvoortban.

## Választható keverékek
| Abroncs              | Friss | Használt |
| -------------------- | ----- | -------- |
| Kemény keverék (C2)  |       |          |
| Közepes keverék (C3) |       |          |
| Lágy keverék (C4)    |       |          |
| Átmeneti esőgumi (I) |       |          |
| Teljes esőgumi (W)   |       |          |

## Szabadedzések
A holland nagydíj első szabadedzését augusztus 29-én, pénteken délután tartják, magyar idő szerint 12:30-tól.
A holland nagydíj második szabadedzését augusztus 29-én, pénteken délután tartják, magyar idő szerint 16:00-tól.
A holland nagydíj harmadik szabadedzését augusztus 30-án, szombat délelőtt tartják, magyar idő szerint 11:30-tól.

## Időmérő edzés
A holland nagydíj időmérő edzését augusztus 30-án, szombat délután tartják, magyar idő szerint 15:00-tól.

## Futam
A holland nagydíj futamát augusztus 31-én, vasárnap délután tartják, magyar idő szerint 15:00-tól.